# 矢﨑明子
矢崎 明子（やざき あきこ、1927年 - ）は長野県諏訪市出身の邦楽演奏家。

## 経歴
長野県諏訪市に生まれる。10歳より宮城門下にて琴を習う。
長野県岡谷高等女学校（現・長野県岡谷東高等学校）を経て、東京音楽学校(現・東京藝術大学)邦楽科卒業。1952年同研究科修了。
宮城道雄、宮城喜代子に師事。宮城会所属。
1957年、NHK邦楽技能者育成会2,3期生から選ばれた4名で、世界青年友好祭 民族楽器コンクール(モスクワ)に出演して金賞。
帰国後、同メンバーにて『邦楽4人の会』結成(尺八:北原篁山、筝:菊地悌子、後藤すみ子、矢﨑明子)。古典邦楽からヨーロッパクラシック曲、前衛的な楽曲まで幅広く取り組み、現代邦楽の新たな可能性を開いた。国内での演奏会のみならず、海外公演、レコード収録等、精力的に活動。
1959年 芸術祭文部大臣奨励賞。
1965年 芸術選奨文部大臣賞。
1971年 レコード部門・芸術祭大賞。
1975年 菊地悌子と共に『邦楽4人の会』脱退。
1979年 東京藝術大学講師(～1994年)。
1979年、個人として初めてのリサイタル"地歌三絃リサイタル-古典と現代-"開催(芸術祭優秀賞)。
若水会主宰。